# Беледуейне
Беледуейне, Беледвейне (сом. Beledweyne, араб. بلد وين) — місто в сомалійському регіоні Хіран. Населення — 55 410 чол. (за даними 2012 року).
Місто стоїть на берегах річки Уебі-Шабелле, недалеко від кордону з ефіопським регіоном Огаден, за 332 км на північ від столиці Сомалі — Могадішо. Річка Уебі-Шабелле ділить Беледуейне на дві частини — західну і східну.

## Клімат
Клімат Беледуейне вельми посушливий. Найбільш висока температура спостерігається тут в весняні місяці, найменша — в грудні.
| Клімат                                     | Клімат | Клімат | Клімат | Клімат | Клімат | Клімат | Клімат | Клімат | Клімат | Клімат | Клімат | Клімат | Клімат |
| Показник                                   | Січ.   | Лют.   | Бер.   | Квіт.  | Трав.  | Черв.  | Лип.   | Серп.  | Вер.   | Жовт.  | Лист.  | Груд.  | Рік    |
| Абсолютний максимум, °C                    | 41,5   | 42,5   | 43,0   | 43,0   | 41,3   | 39,0   | 39,0   | 39,0   | 40,2   | 45,0   | 40,0   | 42,0   | 45,0   |
| Середній максимум, °C                      | 34,5   | 35,4   | 36,7   | 36,9   | 34,9   | 34,0   | 33,0   | 33,8   | 35,3   | 34,4   | 34,8   | 34,5   | 34,8   |
| Середня температура, °C                    | 28,2   | 28,7   | 30,0   | 30,4   | 29,2   | 28,4   | 27,8   | 27,7   | 29,0   | 28,7   | 28,5   | 28,5   | 28,7   |
| Середній мінімум, °C                       | 22,0   | 22,0   | 23,4   | 23,9   | 23,4   | 22,8   | 22,6   | 21,6   | 22,7   | 22,6   | 22,3   | 22,3   | 22,6   |
| Абсолютний мінімум, °C                     | 16,0   | 16,5   | 17,0   | 16,0   | 18,0   | 17,0   | 17,0   | 16,3   | 17,2   | 17,0   | 15,0   | 15,0   | 15,0   |
| Середня кількість сонячних годин на місяць | 288,3  | 276,9  | 288,3  | 243,0  | 272,8  | 249,0  | 201,5  | 232,5  | 246,0  | 223,2  | 243,0  | 269,7  |        |
| Норма опадів, мм                           | 0      | 1      | 5      | 48     | 59     | 6      | 3      | 3      | 8      | 51     | 16     | 5      | 204    |
| Днів з опадами                             | 0      | 0      | 0      | 5      | 5      | 0      | 0      | 0      | 0      | 4      | 2      | 0      | 20     |
| Вологість повітря, %                       | 58     | 57     | 57     | 60     | 64     | 61     | 65     | 64     | 59     | 64     | 63     | 62     | 61     |
| ------------------------------------------ | ------ | ------ | ------ | ------ | ------ | ------ | ------ | ------ | ------ | ------ | ------ | ------ | ------ |
| Джерело: Deutscher Wetterdienst            |        |        |        |        |        |        |        |        |        |        |        |        |        |

## Історія

План битви за місто (2006).

Беледуейне є одним з найстаріших міст країни; звідси походять родом багато відомих сомалійські політичні діячі — від Адена Абдулли Османа Даар до Мухаммеда Фараха Айдіда.
Після переведення столиці держави дервішів в Талех в 1909 році Саїд Мохаммед Абділле Хасан і його дервіши спорудили поруч з Беледуейне форт з метою зміцнення свого контролю над регіоном Огаден.
З 1960 року — в складі незалежного Сомалі.
У 1970-х роках, з огляду на своє стратегічне розташування, місто було базою Фронту звільнення Західного Сомалі, що ставив собі за мету приєднання ефіопської провінції Огаден до «Великого Сомалі».
В ході Сомаліської війни Перехідний федеральний уряд Сомалі за підтримки ефіопських частин відбив місто у Союзу ісламських судів (2006). Однак до кінця 2008рокуа Беледуейне перейшов під контроль руху Аш-Шабаб. 18 червня 2009 року в місті стався великий терористичний акт, у результаті вибуху замінованого автомобіля загинули 35 осіб. В 2010 році мав місце ще один бій, у якому ісламісти спільними зусиллями змогли завдати поразки сомалійським урядовим військам. Проте, 31 грудня 2011 року місто знову перейшло під контроль федерального уряду. Операцію проводили сомалійська і ефіопська армії.